# Flughafen al-Wadschh

i7
i11
i13
Der Flughafen al-Wadschh (arabisch مطار الوجه, DMG Maṭār al-Waǧh, englisch Al Wedjh Airport, IATA-Code: EJH, ICAO-Code: OEWJ) liegt in der Provinz Tabuk im Nordwesten Saudi-Arabiens, etwa 3 Kilometer südlich der Stadt al-Wadschh an der Küste des Roten Meeres.
Der Flughafen liegt auf einer Höhe von 20 m parallel zur Küste und wurde im Jahr 1984 eröffnet. Von ihm werden nur inländische Flughäfen angesteuert, darunter der Flughafen Riad in der Hauptstadt und der Flughafen Neom bei der gleichnamigen Planstadt.